# Parque Olímpico de Río de Janeiro
El Parque Olímpico de Río de Janeiro es un complejo deportivo en el Complejo Deportivo Ciudad de los Deportes que albergó los Juegos Olímpicos de verano de 2016 en la ciudad de Río de Janeiro. Su construcción se inició el 6 de julio de 2012.
La Ciudad de los Deportes fue originalmente construida para ser sede de los Juegos Panamericanos de 2007, siendo integrado por el Parque Acuático Maria Lenk, el Velódromo Olímpico de Río y la Arena Olímpica del Río, que el año siguiente fue privatizada, convirtiéndose en la HSBC Arena. En agosto de 2011, el despacho de arquitectura británica Estudio Aecom fue anunciado como responsable por el proyecto.
En diciembre de 2011, el Departamento Jurídico de la Confederación Brasileña de Automovilismo (CBA) impugnó la construcción del Parque Olímpico en los terrenos del antiguo Autódromo Internacional Nelson Piquet, en Jacarepaguá. Según la confederación, el uso del área para la construcción fue condicionado a la construcción y entrega de un nuevo autódromo de talla internacional. En enero de 2012, la Justicia acató el pedido de la CBA y suspendió el proceso licitatorio. Después de cuatro meses de discusiones el ayuntamiento anunció que el mismo consorcio responsable por la construcción del parque haría también un nuevo autódromo; que está en construcción en el barrio de Deodoro, el cual también recibirá nuevas instalaciones olímpicas.
La construcción del Parque Olímpico tuvo inicio el día 6 de julio de 2012. La concesionaria Río Más, formada por las empresas Constructora Norberto Odebrecht, Andrade Gutierrez y Carvalho Hosken quedó encargado de la obra después de ganar la licitación. Con el objetivo de construir el Centro Olímpico de Hockey, el Centro Olímpico de Entrenamiento, el Centro Olímpico de Tenis y un Estadio Olímpico de Deportes Acuáticos, en los márgenes de la Laguna de Jacarepaguá.

## Locales de competición
La mayoría de los eventos serán realizados en la zona oeste de Río de Janeiro, en la región de la Barra de la Tijuca y Camorim. Estos son los recintos del Parque Olímpico:
- Centro Olímpico de Entrenamiento: baloncesto, balonmano, judo, luchas y taekwondo. Incluye las arenas Carioca 1, Carioca 2, Carioca 3 y la Arena del Futuro
- Centro Olímpico de Hockey: hockey sobre césped
- Centro Olímpico de Tenis: tenis
- Velódromo Olímpico de Río: ciclismo de pista
- Parque Acuático Maria Lenk: waterpolo y saltos
- Estadio Olímpico Acuático: nado sincronizado y natación
- HSBC Arena: gimnasia artística, gimnasiarítmica y gimnasia de trampolín